# Glorified Magnified
Glorified Magnified — второй студийный альбом британской рок-группы Manfred Mann’s Earth Band, выпущенный 29 сентября 1972 года лейблом Philips Records в Великобритании и Polydor Records в США. На обложке впервые появляется фирменный логотип группы, который отныне будет изображаться в уменьшенном виде на всех альбомах Manfred Mann’s Earth Band. 
Альбом был переиздан в 1999 году с добавлением двух бонус-треков. 

## Об альбоме
Glorified Magnified вышел спустя немногим более полугода после дебютного альбома группы Manfred Mann’s Earth Band и в целом продолжил линию, намеченную первым — композиции в стиле тяжелого рока начала 1970-х с элементами блюза и фолка при доминировании электрогитары и клавишных инструментов. По словам музыкального критика Брюса Эдера из AllMusic, это «хард-роковый» альбом своей эпохи, в котором из-за смешения рока, синтезатора и хора порой достигается звучание, характерное для King Crimson середины 1970-х.
Большинство композиций написаны участниками группы, но есть несколько кавер-версий композиций других музыкантов, среди которых обработка популярной песни «It’s All Over Now, Baby Blue» Боба Дилана с альбома Bringing It All Back Home 1965 года.

## Список композиций

### сторона А
1. «Meat» (Манн) – 4:03
2. «Look Around» (Слейд) – 5:10
3. «One Way Glass» (Манн, Thomas) – 4:07
4. «I'm Gonna Have You All» (Манн) – 5:18

### сторона Б
1. «Down Home» (Роджерс) – 3:17
2. «Our Friend Georg» (Манн) – 3:02
3. «Ashes To The Wind» (Edmonds, Thompson) – 2:14
4. «Wind» (Манн, Роджерс, Паттенден, Слейд) – 1:58
5. «It’s All Over Now, Baby Blue» (Боб Дилан) – 4:26
6. «Glorified Magnified» (Манн) – 4:40

Бонус-треки при переиздании (1999)
1. «Meat» (Single version) – 3:17
2. «It’s All Over Now, Baby Blue» (Single version) – 3:11

## Участники записи
- Мик Роджерс – гитара, вокал
- Манфред Манн – синтезатор, орган, вокал
- Колин Паттенден – бас-гитара
- Крис Слейд – ударные